# Alain Bayrou
Pour les articles homonymes, voir Bayrou.
Alain Bayrou, né le 1er février 1956 à Briançon (Hautes-Alpes) et mort le 20 octobre 2011 à Gap (Hautes-Alpes), est un homme politique français. Il est maire de Briançon (1991-2001 et 2005-2009).

## Biographie
En 1991, il devient chef de l'entreprise familiale « Les Chalets Bayrou » fondée par son grand-père Ferdinand en 1890.
Il meurt le 20 octobre 2011 à l'hôpital de Gap à la suite d'un accident de voiture. La veille, sa voiture tombe dans un ravin de 200 m sur les routes enneigées du col de Restefond-la Bonette.

### Politique
Il est maire de Puy-Saint-Pierre de 1983 à 1988. Il devient maire de Briançon de 1991 à 2001 sous l'étiquette du Parti républicain (devenue Démocratie libérale) puis de nouveau à partir de mai 2005.
En 2004, il ne fut pas réélu président du Conseil général, ce qui constitua une surprise car la droite était majoritaire après les élections cantonales avec 18 sièges sur 30. Mais trois élus (Christian Séard, divers droite, du canton de Gap-Sud-Ouest, Rémi Costorier, sans étiquette, du canton de Barcillonnette et Jean-Michel Arnaud, UDF, du canton de Tallard) décidèrent de ne pas soutenir le président sortant. Leurs suffrages se reportèrent sur le candidat de la gauche, Auguste Truphème, qui fut élu au bénéfice de l'âge.
Alain Bayrou a fait l'objet d'une plainte déposée par le conseil général en janvier 2005. Mais en octobre 2012, le parquet de Lyon a rendu un non-lieu général contre tous ceux qui avaient été suspectés. De nombreuses auditions avaient été réalisées, mais le parquet n'a finalement pas relevé d'infractions de nature à continuer les poursuites.
Alain Bayrou fut candidat au poste de député dans la deuxième circonscription des Hautes-Alpes, il est battu au second tour le 17 juin 2007 par le radical de gauche Joël Giraud, député sortant et maire de L'Argentière-la-Bessée.
En 2007, Briançon accueille la même année deux compétitions majeures du cyclisme mondial avec le Giro (12e étape) puis le Tour de France (9e étape). Cette année-là, Briançon est élue par l'hebdomadaire L'Équipe Magazine : ville de moins de 20 000 habitants « la plus sportive de France ».
Il a été réélu maire de Briançon aux élections municipales de mars 2008 avec une liste divers droite, en battant au second tour la liste d'union de la gauche menée par Raymond Cirio. Il devient conseiller général pour le canton de Briançon-Sud en 1988 et président du conseil général des Hautes-Alpes (1998-2004). Il a été président de l'UMP 05 jusqu'en octobre 2008.
En juillet 2008, le réseau des sites majeurs de Vauban est admis à l'UNESCO. Le dossier est défendu par Jean-Louis Fousseret, maire de Besançon et Alain Bayrou. Les sites représentant Briançon sont son enceinte urbaine, la redoute des Salettes, le fort des Trois-Têtes, le fort du Randouillet, l'ouvrage de la communication Y et le pont d'Asfeld.
Alain Bayrou démissionne le 3 juillet 2009 de son poste de maire de Briançon puis, une semaine plus tard, est rendu inéligible, pour 12 mois, au terme d'un arrêt du Conseil d'État, qui annule les élections municipales des 9 et 16 mars 2008, en raison d'une violation du deuxième alinéa de l’article L. 52-1 du code électoral selon lequel « aucune campagne de promotion publicitaire des réalisations ou de la gestion d’une collectivité ne peut être organisée sur le territoire des collectivités intéressées par le scrutin » six mois avant le scrutin.
Alain Bayrou a aussi été innocenté après sa mis en examen « pour escroquerie, faux, travail illégal et présentation de faux bilan » à propos de la gestion du club de hockey sur glace de Briançon dont il était président en sa qualité de maire. En octobre 2012, un expert nommé par Christine Piccinin, juge d'instruction de Gap, chargée du dossier a écrit dans ses conclusions : « Je pense qu'il n'y a pas eu de présentation de comptes inexacts. » Mais l'expert judiciaire met en cause un proche de Gérard Fromm, maire socialiste qui a succédé en septembre 2009 à Alain Bayrou (UMP), qui a établi « un rapport à charge afin de justifier la préparation d'une action contre M. Bayrou. »

### Hockey sur glace
Il est président des Diables rouges de Briançon, le club de hockey sur glace de la ville, de 2001 à 2009. Après une saison en Division 1, l'équipe profite de la refonte du championnat de France pour accéder à l'élite en 2002. Sous sa présidence, l'équipe est plusieurs fois finaliste de la Ligue Magnus, de la Coupe de France et de la Coupe de la Ligue. Elle termine troisième du championnat en 2007, puis deuxième en 2008 et 2009. Il cède son poste le 10 juillet 2009 à Jean-Paul Garnero après s'être investi avec l'entraîneur Luciano Basile dans la construction de l'équipe pour la saison 2009-2010. Cette équipe remporte la Coupe de France 2009-2010, le premier trophée majeur de l'histoire du club.
Durant le mandat de Bayrou, Briançon organise plusieurs compétitions internationales avec les équipes de France senior hommes et femmes, junior et moins de 18 ans, qui ont lieu dans la patinoire René-Froger.